# قسط طرفي الأزهار
قسط طرفي الأزهار (الاسم العلمي:Costus lateriflorus) هو نوع من النباتات يتبع جنس القسط من الفصيلة القسطية.